# 리엄 하울렛
리엄 하울렛(Liam Howlett, 1971년 8월 21일 ~ )은 영국의 음악 프로듀서, 음악가, 작곡가, 공동 설립자이자 영국의 일렉트로닉 밴드 프로디지의 리더이다. 그리고 가끔은 DJ도 한다.

## 어린 시절
하울렛은 잉글랜드 에식스주 브레인트리에서 태어났다.
그는 어릴 때부터 클래식 피아노 교육을 받았다. 14살 때, 그는 카세트 플레이어의 일시 중지 버튼을 사용하여 라디오에서 녹음된 노래를 섞었다. 그는 브레인트리의 알렉 헌터 고등학교에서 학교를 다니기 시작했을 때 힙합 음악과 문화의 영향을 처음 받았다. 그는 퓨어 시티 브레이커스라고 불리는 그의 크루와 함께 브레이크 댄스를 배웠고, 그의 첫 밴드인 컷 2 킬에서 DJ를 했다. 밴드를 지지하는 공연에서 싸운 후, 리엄은 컷 2 킬을 떠나 자신만의 음악을 쓰기 시작했다.
그는 1989년에 첫 번째 레이브에 갔다.

## 개인 생활
하울렛은 2002년부터 올 세인츠의 나탈리 애플턴과 결혼했다. 그들에게는 2004년 3월 2일에 태어난 에이스라는 아들이 있으며, 런던 햄프스티드에 살고 있다.
하울렛은 한때 맥라렌 F1 슈퍼카, 섀시 23호를 소유했었다. 그는 나중에 그것을 전 F1 구단주 폴 스튜어트에게 팔았다.